# Dalfjall
Dalfjall är en kulle i republiken Island. Den ligger i regionen Suðurland, 110 km sydost om huvudstaden Reykjavík. Toppen på Dalsfjall är 273 meter över havet. Dalfjall ligger på ön Hemön.
Närmaste större samhälle är Västmannaöarna, nära Dalsfjall.